# Meteorologiåret 1948

## Händelser

### Februari
- 27 februari - Isstormar härjar i centrala Minnesota, USA [1].

### Mars
- 16 mars - Den största översvämningen någonsin i Brampton, Ontario, härjar.[2]

### Juli
- 14 juli – 131 millimeter nederbörd faller över Norra Sirbo, Sverige vilket innebär dygnsnederbördsrekord för Närke [3].

### Augusti
- 8 augusti – 146 millimeter nederbörd faller över Holmögadd, Sverige vilket innebär dygnsnederbördsrekord för Västerbotten. Eftersom det sker tidigt på morgonen bokförs mängden på föregående dag [4].
- 9 augusti – 7.72 inch nederbörd faller över Mankato i Minnesota, USA [5].
- 29 augusti
  - I Karasjok, Finnmark, Norge noteras norskt köldrekord för månaden med - 9,3 °C [6].
  - Ett åskväder vid Winona i Minnesota, USA orsakar en flygolycka där 37 personer i det kraschande flygplanet dödas [5].

### December
- 3 december – I Gjermundnes, Norge noteras norskt värmerekord för månaden med + 18,3 °C [7].
- 5 december - Snöslask- och isstormar härjar i sydöstra Minnesota, USA [1].
- 13 december - Haparanda, Sverige upplever en ovanligt mild Luciadag med + 5 °C [8].

### Okänt datum
- Det internationella väderskeppsamarbetet inleds med en flotta på 13 skepp [9].

## Födda
- 19 september – Max Mayfield, amerikansk meteorolog.
- 25 november – Storm Field, amerikansk meteorolog.
- Okänt datum – Isaac M. Held, tysk-amerikansk meteorolog.

### Fotnoter
1. 1 2  ”Arkiverade kopian”. Arkiverad från originalet den 22 juni 2010. https://web.archive.org/web/20100622121311/http://climate.umn.edu/pdf/ice_storms_in_minnesota.pdf. Läst 15 februari 2011.
2. ↑  ”Brampton's largest flood left its watery mark”. The Brampton Guardian. 10 mars 2008. http://thebramptonguardian.com/brampton/news/article/44736. Läst 10 mars 2008.
3. ↑  SMHI
4. ↑  ”SMHI”. Arkiverad från originalet den 9 september 2010. https://web.archive.org/web/20100909030220/http://www.smhi.se/kunskapsbanken/meteorologi/vasterbottens-klimat-1.5004. Läst 5 februari 2011.
5. 1 2  ”Arkiverade kopian”. Arkiverad från originalet den 26 juli 2010. https://web.archive.org/web/20100726102403/http://www.climate.umn.edu/pdf/day_in_weather_history/august_wx_history.pdf. Läst 16 februari 2011.
6. ↑  ”MET”. Arkiverad från originalet den 27 september 2010. https://web.archive.org/web/20100927134251/http://met.no/?module=Articles;action=Article.publicShow;ID=2894. Läst 4 februari 2011.
7. ↑  MET
8. ↑  SMHI
9. ↑  MET